# Ora zero
Ora zero este un film românesc din 1979 regizat de Nicolae Corjos. Rolurile principale au fost interpretate de actorii Mihai Mereuță, Dan Nuțu și Geo Costiniu.

## Distribuție
Distribuția filmului este alcătuită din:
- Mihai Mereuță — nea Marin Căruntu, tatăl a patru băieți, șeful echipei de intervenție nr. 2 a I.T.B.-ului
- Dan Nuțu — Jorj Popescu, șeful unei rețele de bișnițari care operează în zona Hotelului Modern
- Geo Costiniu — Mihai Căruntu, fiul lui nea Marin și fostul coleg de școală al lui Jorj, șoferul autocamionului I.T.B.-ului
- Carmen Galin — Dana, o fată sedusă, abandonată și aflată acum în luna a 7-a de sarcină, care este accidentată de un autoturism
- Silviu Stănculescu — căpitanul de miliție aflat de serviciu în noaptea de Anul Nou
- Dan Tufaru — Ion Căruntu, fiul lui nea Marin
- Petre Lupu — Dan Căruntu, fiul lui nea Marin
- Horațiu Mălăele — Titișor Căruntu, fiul cel mai mic al lui nea Marin
- Catrinel Dumitrescu — Sanda, iubita lui Mihai
- Julieta Szönyi — Rodica, iubita lui Jorj
- Tamara Crețulescu — Ionela, fată din anturajul lui Jorj, iubita lui Liviu
- Elena Sereda — Ana, soția lui nea Marin și mama celor patru băieți
- Rodica Tapalagă — reportera de televiziune (menționată Rodica Tăpălagă)
- Ștefan Mihăilescu-Brăila — Sorin, tatăl Rodicăi
- Ștefan Velniciuc — Liviu, prietenul lui Jorj
- Mihai Mălaimare — Mache, cameramanul echipei TV
- Nicu Constantin — omul cu mielul, acolit al lui Jorj care se ocupă cu plasarea țigărilor străine
- Valentin Plătăreanu — plutonierul de miliție, șoferul echipajului 213
- Ileana Mavrodineanu — Vasilica, soția lui Ion
- Ovidiu Schumacher — Mitică, dispecerul I.T.B.-ului
- Traian Petruț — Ionel, fotograful de la restaurantul Hotelului Modern
- Zizi Șerban — soția fotografului
- Jana Gorea — mama lui Jorj
- Gheorghe Șimonca — Moș Gerilă, acolit al lui Jorj care se ocupă cu plasarea țigărilor străine
- Alexandru Virgil Platon — omul revoltat că a fost înșelat să cumpere un cartuș de țigări Kent false
- Mircea Cruceanu — medicul profesor care o operează pe Dana
- Arcadie Donos — portarul Hotelului Modern
- Mihai Boruzescu
- Mariana Cercel
- Vasile Popa — cascador
- Doru Dumitrescu — cascador
- Dan Coman Șova — Comănel, copilul lui Ion (menționat Dan Coman Sova)
- Bogdan Velicu — Bogdănel, copilul lui Ion
- Constantin Florescu
- Marcel Laurențiu
- Zoe Anghel (menționată Zoe Anghel-Stanca)
- Nicolae Crișu
- Alexandru Vasiliu
- Vasile Lupu
- Cristian Molfeta
- Rodica Iorgulescu
- Cristian Cornea

## Primire
Filmul a fost vizionat de 2.254.159 de spectatori în cinematografele din România, după cum atestă o situație a numărului de spectatori înregistrat de filmele românești de la data premierei și până la data de 31 decembrie 2014 alcătuită de Centrul Național al Cinematografiei.